# Madonna z Ołoboku
Madonna z Ołoboku – drewniana rzeźba Madonny z Dzieciątkiem, znajdująca się w zbiorach Muzeum Archidiecezjalnego w Poznaniu.
Jest to najstarsza rzeźba w zbiorach Muzeum Archidiecezjalnego. Pochodzi z około 1320 i mierzy 106 cm wysokości. Wyrzeźbiona w Ołoboku, jest bardzo dobrym przykładem rzeźby przejściowej od romanizmu do gotyku. Sama postać jest mocno hieratyczna, płaska w wyrazie, oszczędna w partiach tułowia, za to bardzo bogata w dolnej części przedstawienia.